# Gualterio Raimundo de Vich
Gualterio Raimundo de Vich (Valência, 1460/1470 - Casamari, 27 de julho de 1525) foi um cardeal do século XVII.

## Biografia
Nasceu em Valência em 1460/1470. De uma família ilustre. Filho de Luis de Vich y de Corbera, senhor dos Valles de Gallinera y Ebo e mestre racional (controlador geral de contas) do reino de Valência; e sua terceira esposa. Seus primeiros nomes também estão listados como Gualterio; como Gualtiero; como Guilherme; como Guillem; como Raymondo; e como Raimundo; e seu sobrenome como Vic; e como Vich y Vallterra.
Apostólico protonotário. Em reconhecimento aos méritos de seu irmão Jerónimo de Vich durante a sua longa embaixada em Roma, foi promovido ao cardinalato.
Criado cardeal sacerdote no consistório de 1º de julho de 1517; recebeu o chapéu vermelho e o título de S. Marcello, em 13 de novembro de 1517.
Nomeado administrador da sé de Cefalù, 22 de outubro de 1518; ocupou o cargo até 7 de junho de 1525. Eleito bispo coadjutor com direito de sucessão do bispo Martín García de Barcelona, em 24 de junho de 1519; sucedeu à sé de Barcelona (data não encontrada); tomou posse da sé em 20 de março de 1521; residiu em Roma a maior parte do tempo; ocupou a sé até sua morte. Abade comendador do mosteiro premostrantense de Bellpuig de las Avellanas, 11 de setembro de 1521; renunciou à comenda em favor de Cipriano Benet, OP Consagrado, domingo, 22 de setembro de 1521, Roma, por Paris de Grassis, ex-bispo de Pesaro, capelão papal. Participou do conclave de 1521-1522, que elegeu o Papa Adriano VI. Participou do conclave de 1523, que elegeu o Papa Clemente VII.
Morreu em Casamari em 27 de julho de 1525, no mosteiro cisterciense de Casamari , diocese de Veroli. Transferido para Roma e sepultado na igreja de S. Croce em Gerusalemme